# داستان راهبه (فیلم)
داستان راهبه (انگلیسی: The Nun's Story) فیلمی در ژانر درام به کارگردانی فرد زینمان است که در سال ۱۹۵۹ منتشر شد.
رابرت اندرسن سناریوی این فیلم را بر اساس رمانی با همین عنوان به نویسندگی کاترین هولم نوشته‌است.
کتاب داستان یک راهبه بر اساس زندگی ماری لوئیز هابتس، پرستار بلژیکی نوشته شده که بخشی از زندگی اش را به عنوان یک راهبه گذراند.

## خلاصه داستان
گابریل ون در مال (آدری هپبورن) که دختر یک جراح مشهوری در بلژیک است در اواخر دهه ۱۹۲۰ وارد کلیسا می‌شود تا راهبه شود. او قصد دارد برای کمک به مردم به کنگو برود

## بازیگران
- آدری هپبورن
- پیتر فینچ
- ادیث ایوانز
- پگی اشکرافت
- میلدرد دانوک
- دین جاگر
- باربارا اونیل
- بیاتریس استرایت
- پاتریسیا کالینج
- کالین دوهرست
- لایونل جفریس
- ایوا کاتهاوس